# コンサートホール

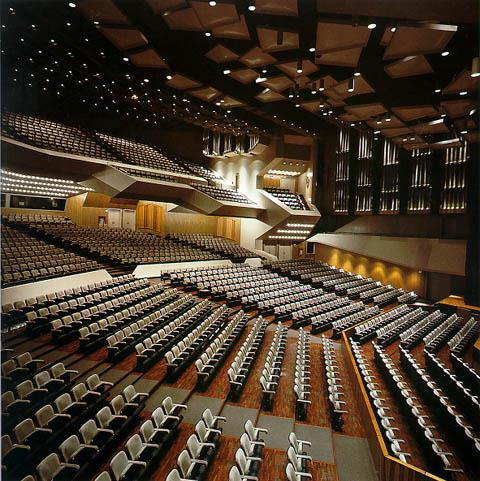
Ríos Reyna Hall, Teresa Carreño Cultural Complex, カラカス, ベネズエラ

コンサートホール（英: concert hall）あるいは音楽堂（おんがくどう）は主にクラシック音楽の演奏会が催されることを目的とした文化的な建築物である。多くのコンサートホールは、複数のホールや、より大きな芸術的または文化的複合施設の演奏用スペースの一部として存在する。
多くの大都市には公設・私設両方のコンサートホールが所在する一方で、とりわけ上述の役割を担う施設の選択肢がさほど多くないような中小都市では、コンサートホールはその主要な用途に加えて、（例えば）ロックのコンサートから大学の卒業式典まで、異なる活動用途にも利用できるような場合がある。
当項目のコンサートホールのリストには、コンサートホール専門の施設のみ挙げる。

## 概要
現代において、コンサートホールは狭義的には「オペラを除くクラシック音楽の演奏が催される専用ホール」と定義される。しかし、下述のように、現在も色々な形式のホールが建設される中で試行が様々繰り返されている状況であり、その定義はその時々に応じて若干の幅をもって解釈されることに留意されたい。また、当記事と併せて、多目的ホール・劇場・歌劇場等の記事も参照されたい。

## 歴史
ヨーロッパにおいて、古くから自らの城や宮殿を「演奏会場」として音楽を聞いていた“王侯貴族”と違い、“一般市民”が入場料を支払えば音楽を聴けるようになって200年程しか経っていないこともあり、ヨーロッパ各地にコンサートのための専用ホールが作られ始めたのは19世紀以降である。
19世紀の代表例として、第二次世界大戦の空爆で消失した二代目ライプツィヒ・ゲヴァントハウス (1884)、初代ベルリン・フィルハーモニー (1882)、建設当時の姿を今に残すウィーン楽友協会大ホール (1870)、アムステルダムのコンセルトヘボウ (1888)、ボストンのシンフォニーホール (1900) などがある（括弧内は建設年）。これらは、建築音響工学がまだ存在しなかった19世紀当時には望ましいコンサートホールの“形”であろうと考えられていた、シューボックス（靴箱）型のホールである。
20世紀後半に入ると、音響工学が発達し、理想のコンサートホールの概念に変化の兆しが見え、その具体化されたものが、1960年代以降、現在に至るまで、ベルリン、ライプツィヒをはじめ、ドイツ各地に建設されたヴィンヤード型コンサートホールである。完成当初、その音響特性が賛否あったベルリン・フィルハーモニーであるが、音響反射板の設置など多くの改修を加えることで、現在では優れたホールの一つとされるまでとなった。ヴィンヤード型は、多くの客席からステージが良く見え、音響的にも客席間での差異が少ないという利点があり、その後多くのホールがこの形式でつくられるようになった。1980年代以降、これらドイツのヴィンヤード型を参考にしたコンサートホールが、トルコ、日本、アメリカ、中国など世界各地に作られている。
21世紀に入ってから世界的に注目されたホールの一つとしては、2003年に完成したロサンゼルスのウォルト・ディズニー・コンサートホールがある。このホールが注目を集める理由は、演奏者やホール運営側の利便性に加え、ホール外に広大な公園など等を造成し、町作りそして市民の安らぎの場としての視点も多く取り入れ、また、ホール内の観客に対しては、優れた音響特性という聴覚要素に留まらず、視覚要素にも訴える最新設備を備えて、21世紀の新しいコンサートホールの形を提示したと評価されている。
最近では、2017年に完成したドイツ・ハンブルクのエルプフィルハーモニーが世界的に大きな注目を集めている。
日本では、長らく交響楽団の公演に適した大型のクラシック専用ホールは存在せず、劇場兼用や多目的ホールが使われていたが、1980年代以降に新たな建設が続いた。国内で初めて作られた大型のクラシック音楽専用ホールが、1982年に完成した大阪のザ・シンフォニーホールである。東京では1986年に完成したサントリーホールが最初のもので、名古屋では1992年に愛知県芸術劇場ホールがオープンした。1997年には北海道札幌にヴィンヤード型コンサートホールである札幌コンサートホールKitaraがオープンしている。

## 特徴
コンサートホールには、多目的ホールやライブハウス、オペラハウスと異なる特徴がある。
クラシック音楽は、基本的には公衆伝達なしに行われるので（例外は多いが）、コンサートホールには舞台上の音を客席まで伝えるための響きが要求される。残響時間をはじめとする好ましい残響特性はジャンルや編成によっても異なり、これらを調節することの出来るホールもある。一方、公衆伝達を前提とした会場では、過剰な残響は不要であり、ハウリングの元凶となる。また、オペラハウスも、過剰な残響は言葉が聴き取りくくなるため嫌われ、おおむねクラシック音楽用のホールと公衆伝達を使う音楽のためのホールとの中間程度の残響が好まれる。
また、大掛かりな舞台転換装置（廻り舞台や強盗返し）や高度な照明装置、音響機器類（大掛かりな録音用の機器は、持ち込みであることが多い）は必要としないが、作り付けの楽器（特にパイプオルガン）が付属する場合がある。ホリゾント幕の代わりに、反響板を背景とする場合、背面の壁自体が反響板となる場合がある。
ヨーロッパでは、18世紀後半から、徐々に一般市民が誰でも料金を払えばコンサートを聴くことができるようになったが、当初は、コンサートホールはまだ生まれず、“教会”や“既存の大型建築物”を「演奏会場」として用いた。
代表例として、1743年ライプツィヒ市に誕生した世界初の市民階級による自主運営オーケストラが、1781年以降ゲヴァントハウス（織物会館の意）で演奏会を開くようになったケースがよく知られている。また、1882年に完成した初代ベルリン・フィルハーモニーは、ローラースケート場を改装したものだった。
欧米において、当初から（オペラ以外の）演奏を目的として設計と建設されるようになるのは、19世紀以降のことである。これには、当時は放送やレコードなどの音楽伝達手段がなかったため、薄利多売方式で収益を得るためには多数の聴衆を集めて一堂に集めて演奏会を行う必要があったという背景がある。
日本ではバブル期に、いわゆる「箱モノ行政」のひとつとして、地方自治体がコンサートホールを建設する例が各地に見られた。これらのホールのうち、コンサート目的に特化しない いわゆる多目的ホールに関しての記述については、中でも多目的ホールの項に詳しいので、併せて参照されたい。

## 形状による分類
ホール空間の形状により、大きくふたつに分けられる。
シューボックス型
靴を入れる箱の形、すなわち直方体の形をシューボックス型という。代表的なのはウィーン楽友協会大ホールやコンセルトヘボウなど。日本の例として、ステージ四面を客席が囲んでいる形（この特徴をアリーナ型という）の大阪のザ・シンフォニーホールなど。
ヴィンヤード型
客席がブドウ畑のように（段々畑のように）ブロックに分割されている形をヴィンヤード型という。英語のvineyard（ぶどう畑）から来ている。ワインヤードと表記されていることがあるが、語源から考えると正しい表記ではない。
ドイツではベルリン・フィルハーモニー、ライプツィヒ・ゲヴァントハウスをはじめ、新たなコンサートホールの多くがこの型である。アメリカでは2003年完成したウォルト・ディズニー・コンサートホールがある。欧米に加えて、日本・中国などアジア各地にもこの型のホールが増えている。日本の例として、東京のサントリーホールが挙げられる。

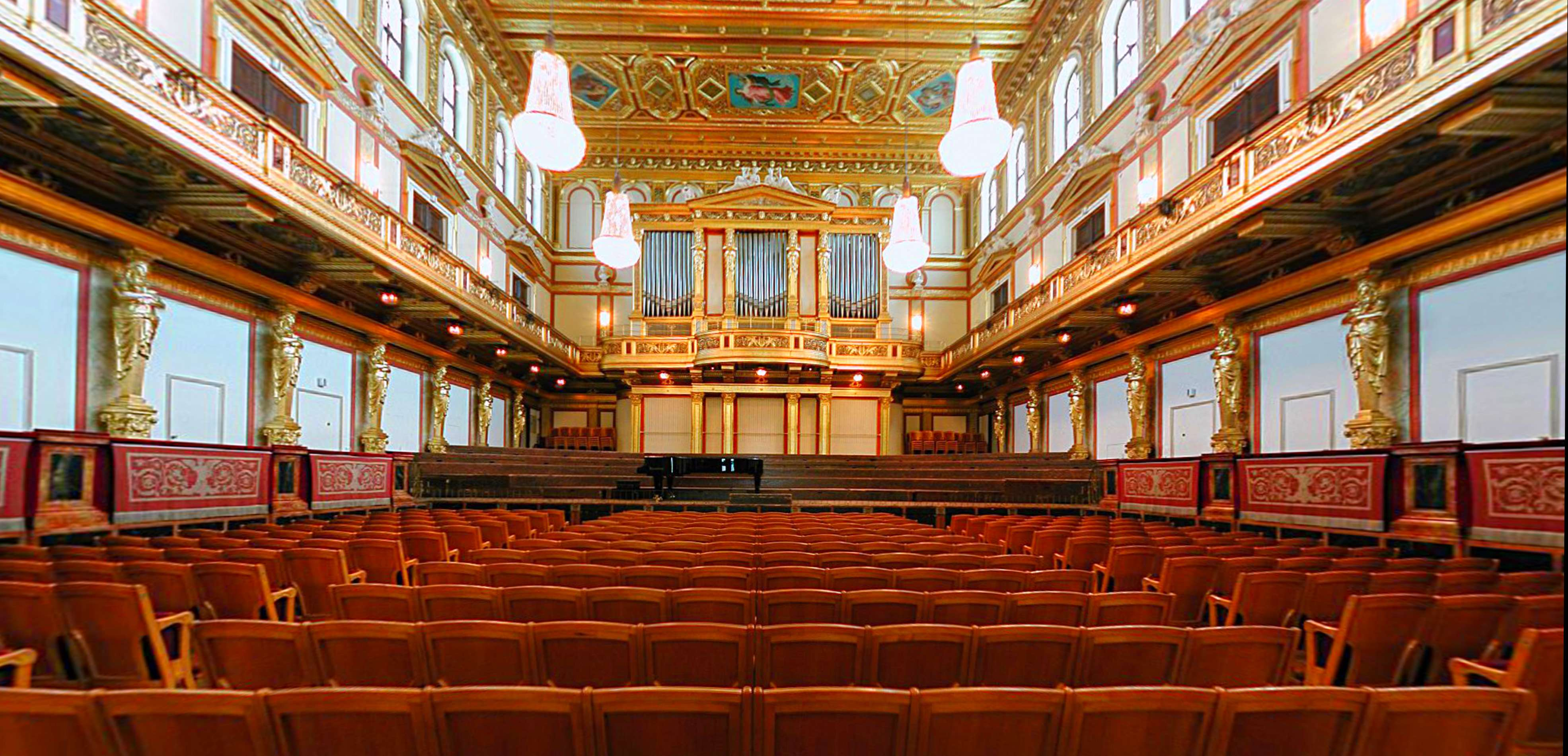
シューボックス型のウィーン楽友協会大ホール

## 代表的なコンサートホール
- ウィーン楽友協会
- コンセルトヘボウ
- ゲヴァントハウス
- ベルリン・フィルハーモニー
- エルプフィルハーモニー